# Жерш, Роман Валерьевич
Роман Валерьевич Жерш (укр. Роман Валерійович Жерш; род. 2 декабря 1985, Ковель, Волынская область) — украинский футболист, полузащитник.

## Биография
Начинал играть на взрослом уровне в младших командах луцкой «Волыни», в том числе за «Ковель-Волынь-2» во второй лиге. В апреле 2002 года провёл 3 матча во второй лиге за киевский «Борисфен-2». В главной команде «Волыни» сыграл дебютный матч в высшей лиге Украины 28 сентября 2002 года против «Оболони», заменив на 90-й минуте Камала Гулиева. С 2003 года стал играть за луцкий клуб более часто, но как правило выходил на замены и за четыре с половиной сезона закрепиться в основе так и не смог. Всего за это время сыграл за «Волынь» 37 матчей в чемпионатах Украины, из них 31 — в высшей лиге.
В 2007 году перешёл в белорусский клуб «Динамо» (Брест), где провёл полтора сезона, сыграв 13 матчей в высшей лиге. Обладатель Кубка Беларуси 2006/07. Участвовал в матче Лиги Европы.
После возвращения на родину играл в первой лиге за клубы «Закарпатье» (Ужгород), «Нива» (Тернополь), «Звезда» (Кировоград). В июле 2011 года подписал контракт с «Титаном» (Армянск), но не провёл ни одного матча. В 25-летнем возрасте фактически завершил профессиональную карьеру.
В 2010-е годы выступал за любительские команды Украины. Также работал детским тренером в ДЮСШ «Ковель-Волынь».
Сыграл один матч за юниорскую сборную Украины (до 17 лет).

## Достижения
- Обладатель Кубка Беларуси: 2006/07

## Личная жизнь
- Брат Богдан (род. 1980) тоже был футболистом, играл в чемпионате Молдовы и низших лигах Украины[5].